# Hauran

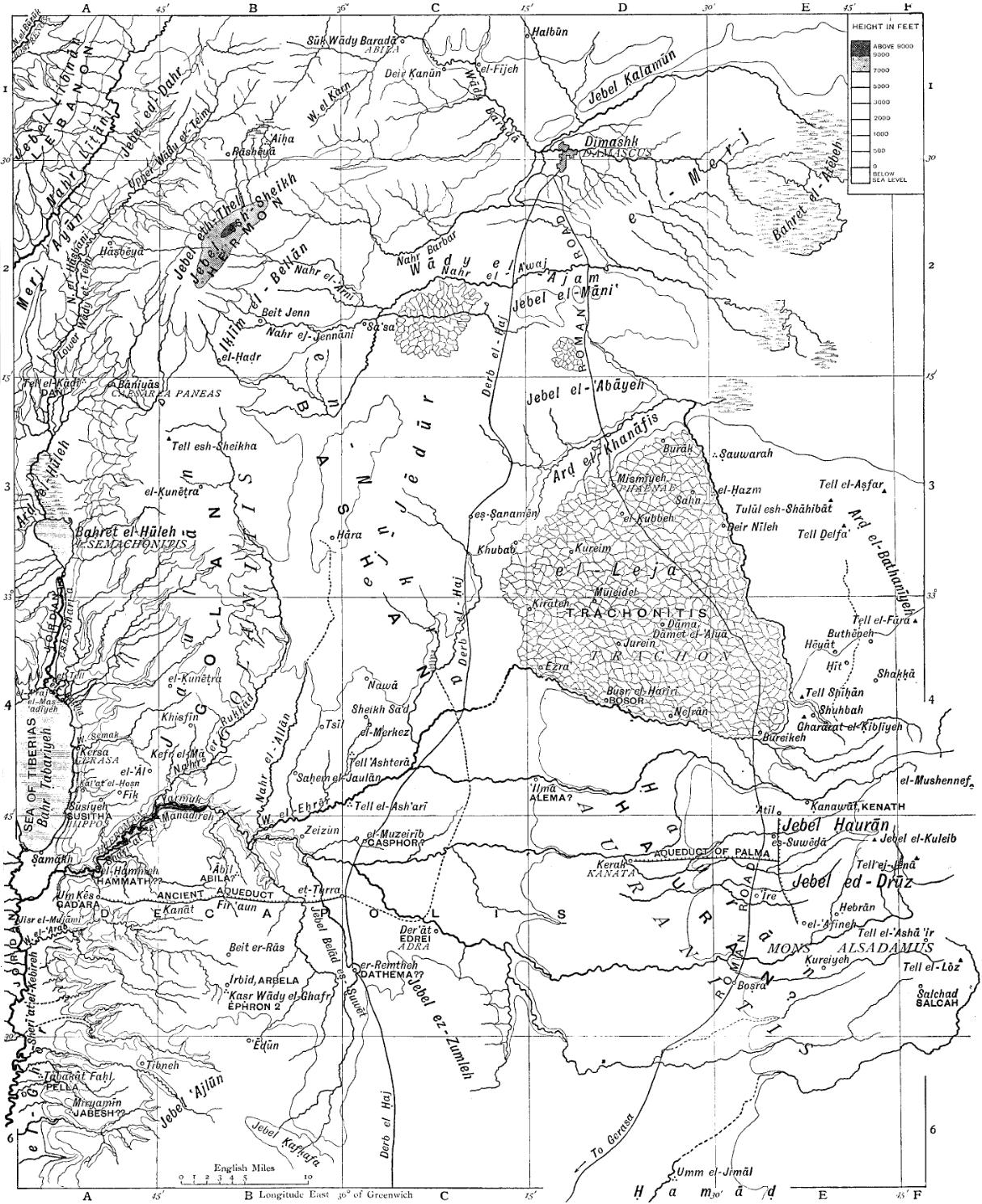
Carte de la Trachonitis, Encyclopaedia Biblica, 1903.

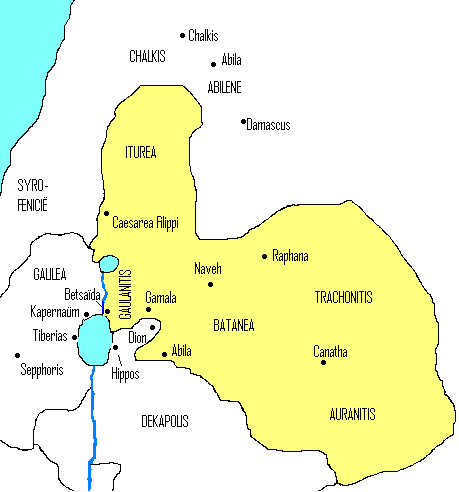
Batanée avec la Trachonitide, l'Auranitide, la Gaulanitide et l'Iturée au I. Les localisations de ces territoires sont approximatives.

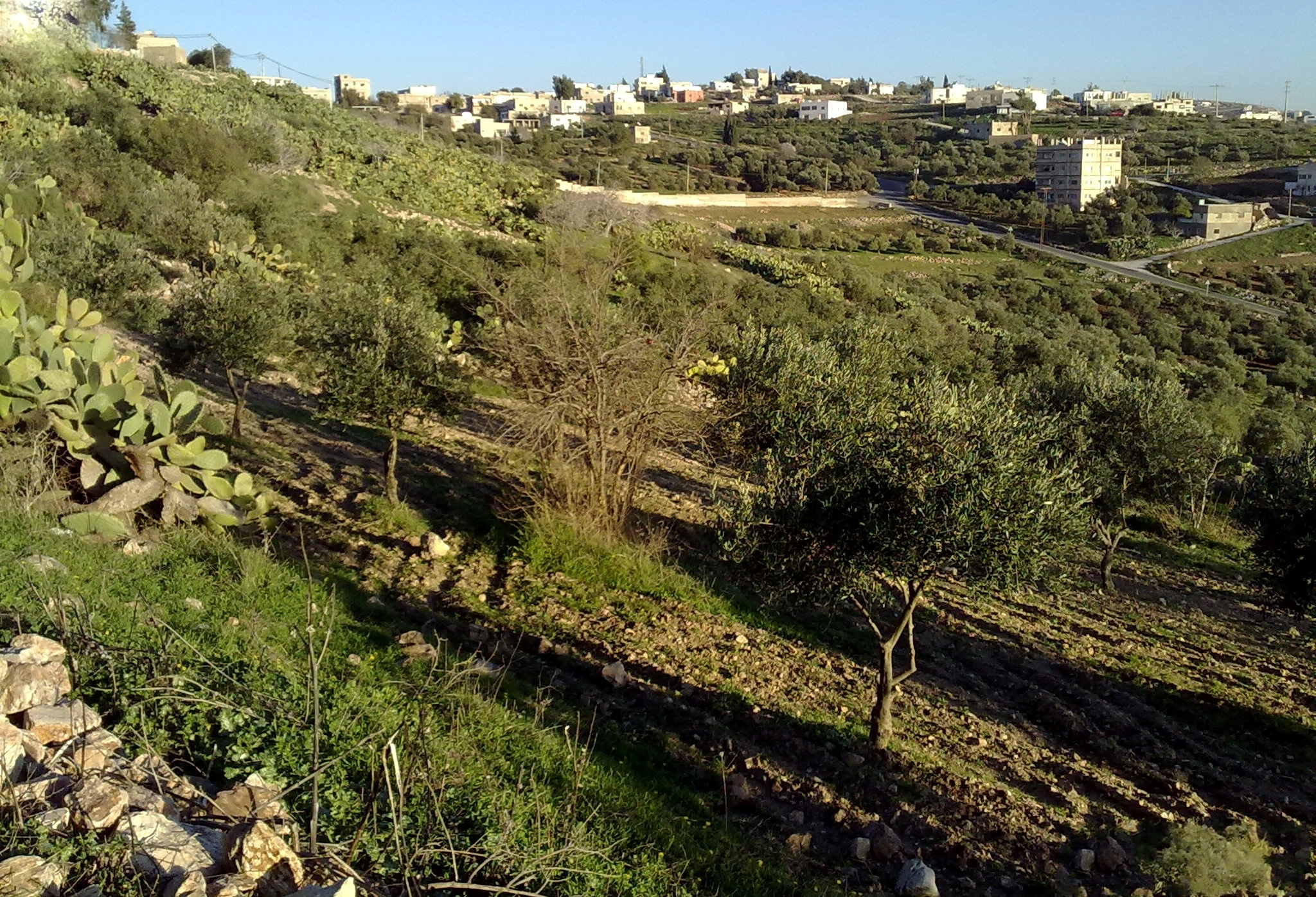
Le village de Johfiyeh sur la partie jordanienne du plateau du Hauran.

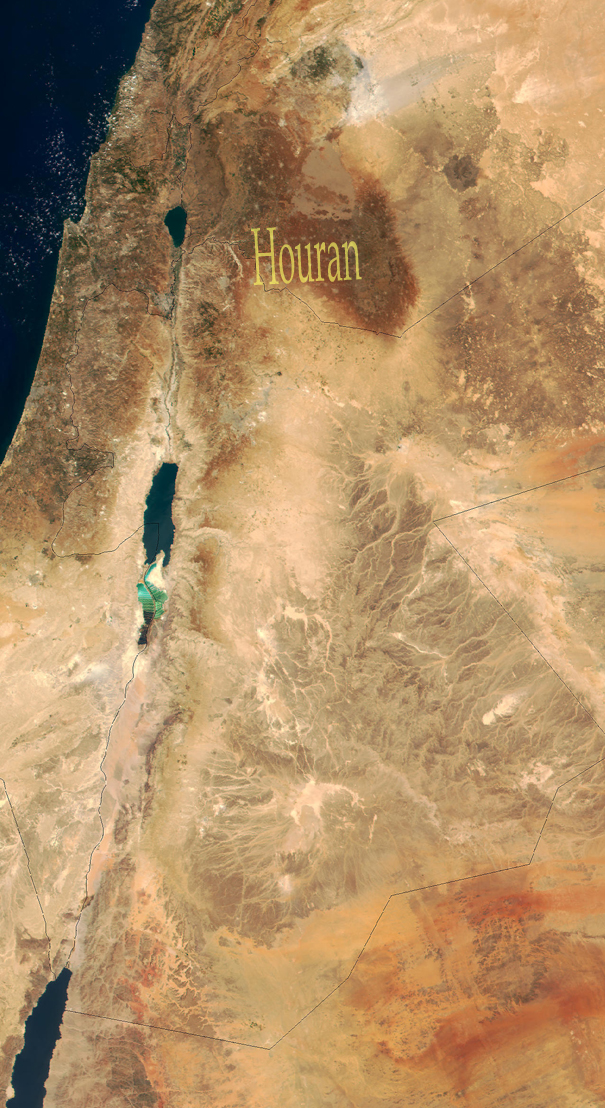
Vue satellite de la région signalant la position du Hauran.

Le Hauran (en arabe حوران) est une région de la Syrie méridionale, dans les gouvernorats de Qouneitra, As-Suwayda, et Deraa, et a pour capitale la ville de Bosra.
Son nom moderne dérive de son nom antique, l'Auranitide (en latin Auranitis, d'après la ville d'Auran), et signifie littéralement région caverneuse. 
Elle est limitée par le mont Hermon (voire le Golan) au nord, et par les villes jordaniennes de Jerash, Irbid et Ajlun au sud. 
Plateau basaltique d'origine volcanique, c'est une des régions les plus fertiles de Syrie, particulièrement réputée pour ses vignobles. À la différence des autres régions fertiles de Syrie, telles que les vallées de l'Oronte ou de l'Euphrate, le Hauran ne possède pas de cours d'eau, et son hydrologie repose sur les précipitations et des sources.
Déjà mentionnée dans la Bible (Ézéchiel 47:16-18), elle jouait le rôle, dans l'Antiquité, de frontière traditionnelle de la Syrie romaine.
Aussi surnommée Djebel el-Druze (la montagne des Druzes), elle abrite aujourd'hui une partie de la communauté druze, communauté issue de l'islam chi'ite, qui s'est répandue aux alentours du mont Hermon, dans le Sud-Ouest de la Syrie (le Hauran) et le Sud-Est du Liban (la plaine de la Bekaa orientale).

## Antiquité
Le Hauran entre dans l'histoire par la mention de la ville de Bosra, la principale ville de la région. La ville apparaît pour la première fois dans des archives égyptiennes en 1350 av. J.-C. sous le nom de Busrana, mais ne se développe réellement qu'à partir du IIe siècle av. J.-C.  Selon le professeur d'archéologie François Villeneuve, aux IIIe et IIe siècles av. J.-C., l'État nabatéen se bâtit et sort progressivement de l'ombre : « Pétra se construit peu à peu et les Nabatéens poussent leurs incursions de plus en plus loin vers le nord, jusque dans la région de Bosra en Syrie. »
À l'époque romaine, la région est prospère notamment grâce à la viticulture.

## Époque ottomane
Le Hauran est en partie repeuplé par des Druzes venus de la région du mont Liban. C'est alors que la région prend le nom de Djebel el-Druze. L'emprise du pouvoir ottoman se renforce avec la construction du chemin de fer du Hauran en 1895, ce qui entraîne la révolte druze de 1895 et celle de 1910.

## Époque française
Pendant la période du mandat français en Syrie et au Liban, le Hauran constitue un État des Druzes dans une fédération sous tutelle française. Il est le principal foyer de la grande révolte syrienne de 1925-1927, sous la conduite du chef druze Sultan el-Atrache.

## Indépendance
Le Hauran fait partie des régions syriennes favorisées sous le régime de Hafez el-Assad (de 1971 à 2000). Les paysans bénéficient de la réforme agraire et obtiennent la propriété des terres, jusque-là accaparées par des féodaux locaux ou des négociants de Damas. Région fertile, grenier à blé de Damas, sa population passe de 180 000 habitants en 1960 à 900 000 en 2010. La ville de Deraa devient un centre de services important et plusieurs villages sont promus au rang de villes, donc de centres administratifs. Le Hauran fournit de nombreux cadres du parti Baas. Cependant, la situation se dégrade sous la présidence de Bachar el-Assad, à partir de 2000. Le surpeuplement des campagnes, l’épuisement des nappes phréatiques, la répartition clientéliste des ressources en eau qui avantage les alaouites au détriment des sunnites et la baisse des investissements publics créent un profond ressentiment. Deraa et les régions sunnites du Hauran constituent le premier foyer de la contestation contre le régime, au printemps 2011, qui débouche sur la guerre civile syrienne, alors que la région druze, autour de Soueïda, reste globalement fidèle au président. Pendant tout le conflit, de 2011 à 2018, la bataille autour de Deraa oppose les forces du régime à différents groupes rebelles.